# Elfstedenronde 2024
De 41e editie van de wielerwedstrijd Elfstedenronde vond plaats op 5 mei 2024. De wedstrijd startte en finishte in Brugge en was 199,9 kilometer lang. De wedstrijd maakte deel uit van de UCI Europe Tour, met de categorie 1.1, en de Lotto Cycling Cup. De Noor Alexander Kristoff won de sprint van een kleine groep die na een valpartij in het peloton om de winst streed.

## Uitslag
| Plaats  | Naam               | Ploeg                  | Tijd     |
| ------- | ------------------ | ---------------------- | -------- |
| Winnaar | Alexander Kristoff | Uno-X Mobility         | 4u04'06" |
| 2       | Jarne Van de Paar  | Lotto Dstny            | z.t.     |
| 3       | Pierre Barbier     | Philippe Wagner/Bazin  | z.t.     |
| 4       | Simon Dehairs      | Alpecin-Deceuninck     | z.t.     |
| 5       | Laurenz Rex        | Intermarché-Wanty      | z.t.     |
| 6       | Warre Vangheluwe   | Soudal Quick-Step Dev. | z.t.     |
| 7       | Oded Kogut         | Israel-Premier Tech    | z.t.     |
| 8       | Itamar Einhorn     | Israel-Premier Tech    | z.t.     |
| 9       | Tord Gudmestad     | Uno-X Mobility         | z.t.     |
| 10      | Jake Stewart       | Israel-Premier Tech    | + 4"     |
| 11      | Gijs Van Hoecke    | Intermarché-Wanty      | z.t.     |
| 12      | Cédric Beullens    | Lotto Dstny            | z.t.     |
| 13      | Lars Vanden Heede  | Soudal Quick-Step Dev. | z.t.     |
| 14      | Louis Bendixen     | Uno-X Mobility         | z.t.     |
| 15      | Sebastian Nielsen  | TDT-Unibet             | z.t.     |
| 16      | Pim Ronhaar        | Baloise Trek Lions     | z.t.     |
| 17      | Niek Voogt         | Parkhotel Valkenburg   | z.t.     |
| 18      | Jordy Bouts        | TDT-Unibet             | z.t.     |
| 19      | Vito Braet         | Intermarché-Wanty      | z.t.     |
| 20      | Kenay De Moyer     | Pauwels Sauzen-Bingoal | z.t.     |